# Der blinde Fleck (2007)
Der blinde Fleck ist ein deutsches Filmdrama aus dem Jahr 2007. Tom Zenker führte Regie und schrieb auch das Drehbuch dafür. Das ZDF produzierte den Film im Rahmen von „Das kleine Fernsehspiel“ teilweise mit. Thema des Films ist die Rebellion eines Teenagers gegen die eigenen Eltern und das bestehende Gesellschaftssystem.

## Handlung
Eckhart und Marianne König führen zusammen mit ihrer 18-jährigen Tochter Laura ein scheinbar geregeltes Leben, bis diese verdächtigt wird, mit ihrem Freund Max auf zwei Polizisten geschossen zu haben. Beide waren enge Arbeitskollegen des Vaters, einer stirbt direkt nach der Tat. Max ist auf der Flucht und Laura verweigert die Aussage. Das Leben der Familie gerät aus der Bahn und die Beziehungen untereinander werden auf eine harte Probe gestellt.

## Kritik
„Das Spielfilmdebüt weiß das Potenzial seiner vorzüglichen Darsteller nicht ganz zu nutzen und leidet an seiner sprunghaften Dramaturgie. Verbleibt dadurch zwar manches Plausibilitätsdefizit, so beeindruckt vor allem die Kameraführung, die Konfliktsituation und Seelenlage der Protagonisten eindrucksvoll in eine Bildersprache überführt.“

„Nach eigenem Drehbuch inszenierte Regisseur Tom Zenker diesen Psychokrimi, der nicht von vordergründiger Action lebt, sondern seine Spannung aus der Figurenkonstellation und den inneren Konflikten der Protagonisten bezieht.“

## Filmtitel
Der Filmtitel kann mehrfach interpretiert werden. Er spielt auf den Blinden Fleck aus der Psychologie an, der im Johari-Fenster dargestellt wird. Der Blinde Fleck beschreibt den Bereich der Persönlichkeit eines Menschen, der zwar den Mitmenschen bekannt ist, der Person selbst aber unbewusst ist (oder von ihr verdrängt wird): Obwohl es alle vermuten, will es der Vater nicht wahr haben, dass er eine Tochter hat, die zwei Menschen erschossen haben soll. Er will oder kann das nicht so sehen. Hier ist er blind, ähnlich dem Blinden Fleck des Auges, also jenem Bereich, auf dem es im Auge keine Lichtrezeptoren gibt.

## Auszeichnungen
- First Steps Award 2007
- Deutscher Fernsehkrimipreis 2009